# George O. Belden
George Ogilvie Belden (* 28. März 1797 in Norwalk, Connecticut; † 9. Oktober 1833 in Monticello, New York) war ein US-amerikanischer Jurist und Politiker. Zwischen 1827 und 1829 vertrat er den Bundesstaat New York im US-Repräsentantenhaus.

## Werdegang
George Ogilvie Belden wurde Ende des 18. Jahrhunderts in Norwalk geboren. Er besuchte öffentliche Schulen. Danach studierte er Jura mit Charles Baker aus Bloomingburg. Nach dem Erhalt seiner Zulassung als Anwalt begann in Monticello zu praktizieren. Politisch gehörte er der Jacksonian-Fraktion an.
Bei den Kongresswahlen des Jahres 1826 für den 20. Kongress wurde Belden im siebten Wahlbezirk von New York in das US-Repräsentantenhaus in Washington, D.C. gewählt, wo er am 4. März 1827 die Nachfolge von Abraham B. Hasbrouck antrat. Da er auf eine erneute Kandidatur im Jahr 1828 verzichtete, schied er nach dem 3. März 1829 aus dem Kongress aus.
Nach seiner Kongresszeit nahm er seine Tätigkeit als Anwalt wieder auf. 1831 diente er als General in der 33. Infanteriebrigade von New York. Er starb am 9. Oktober 1833 in Monticello und wurde auf dem Old Cemetery an der St. John Street beigesetzt.